# Luci Cossini
Luci Cossini (en llatí Lucius Cossinius) va ser un ciutadà de Tibur que va rebre la ciutadania romana perquè va acusar Tit Celi (Titus Caelius), a qui van condemnar. Formava part de la família dels Cossini.
Probablement és el mateix personatge que va ser un dels legats de l'exèrcit del pretor Publi Varini (Publius Varinius) i que va morir en combat contra Espàrtac l'any 73 aC.